# Liste der denkmalgeschützten Objekte in Fernitz-Mellach
Die Liste der denkmalgeschützten Objekte in Fernitz-Mellach enthält die 13 denkmalgeschützten, unbeweglichen Objekte der österreichischen Gemeinde Fernitz-Mellach im steirischen Bezirk Graz-Umgebung.

## Denkmäler
| Foto |                 | Denkmal | Standort                                                | Beschreibung | Metadaten |
| ---- | --------------- | --- | ------------------------------------------------------- | --- | --- |
| ja   | Datei hochladen | Brückenwaage HERIS-ID: 92243 Objekt-ID: 107156                                                               | gegenüber Erzherzog-Johann-Platz 5 Standort KG: Fernitz | Die Brückenwaage stammt aus der ersten Hälfte des 20. Jahrhunderts und besteht aus der eigentlichen Waage und einem kleinen Häuschen. | BDA-Hist.: Q996573 Status: § 2a Stand der BDA-Liste: 2025-06-30 Name: Brückenwaage GstNr.: .19/2                                                                                     |
| ja   | Datei hochladen | Flur-/Wegkapelle HERIS-ID: 92249 Objekt-ID: 107162                                                           | gegenüber Grazer Straße 20 Standort KG: Fernitz         | Die Wegkapelle stammt aus der Zeit um 1820. | BDA-Hist.: Q37759286 Status: § 2a Stand der BDA-Liste: 2025-06-30 Name: Flur-/Wegkapelle GstNr.: .163                                                                                |
| ja   | Datei hochladen | Mariensäule mit Kriegerdenkmal HERIS-ID: 92238 Objekt-ID: 107150                                             | bei Kirchplatz 1 Standort KG: Fernitz                   | Die steinerne Mariensäule stammt aus dem 19. Jahrhundert. | BDA-Hist.: Q37759108 Status: § 2a Stand der BDA-Liste: 2025-06-30 Name: Mariensäule mit Kriegerdenkmal GstNr.: 126/1 Mariensäule, Fernitz                                            |
| ja   | Datei hochladen | Kath. Pfarrkirche, Wallfahrtskirche Maria Trost mit Kirchhof und Ummauerung HERIS-ID: 51037 Objekt-ID: 56590 | Kirchplatz Standort KG: Fernitz                         | Die spätgotische Hallenkirche wurde 1506–1514 erbaut, vom Vorgängerbau sind nur noch geringe Reste erhalten. Das dreischiffige, vierjochige Langhaus geht in einen gleich breiten Umgangschor über. Dieser hat eine bemerkenswerte Konstruktion: er stützt sich auf einen Mittelpfeiler mit zwölf Runddiensten, von dem sternförmig die Gewölberippen ausgehen, die wiederum in vier schlanke Pfeilerpaare rund um den Chor münden. Im Langhaus bilden die paarweisen Pfeiler den Ausgangspunkt der Rippen. Nach Fertigstellung des Baus, aber vor 1535 wurde im Norden eine Kapelle angefügt, 1632 weiters eine Sakristei. Außen befinden sich um den gesamten Bau kräftige Strebepfeiler, die zum Teil mit Fialen bekrönt sind. Der Turm ruht auf einem mächtigen quadratischen Unterbau mit Sternrippengewölbe, stammt aber erst aus dem Jahr 1669, sein Zwiebelhelm wurde 1745 aufgesetzt. Das üppig gestaltete Südportal mit gekehlten Gewänden, einem Kielbogen und seitlichen Fialen hat eine Marienfigur im Tympanon. Die Ausstattung ist neugotisch, ersetzte eine Barockausstattung und wurde von Hans Pascher entworfen. | BDA-Hist.: Q1688712 Status: § 2a Stand der BDA-Liste: 2025-06-30 Name: Kath. Pfarrkirche, Wallfahrtskirche Maria Trost mit Kirchhof und Ummauerung GstNr.: .29 Maria Trost (Fernitz) |
| ja   | Datei hochladen | Musikheim (ehem. Mesnerhaus) HERIS-ID: 92242 Objekt-ID: 107155                                               | Kirchplatz 2 Standort KG: Fernitz                       | | BDA-Hist.: Q37759145 Status: § 2a Stand der BDA-Liste: 2025-06-30 Name: Musikheim (ehem. Mesnerhaus) GstNr.: .28                                                                     |
| ja   | Datei hochladen | Pfarrhof und Grabkapelle HERIS-ID: 68723 Objekt-ID: 81757                                                    | Schulgasse 10 Standort KG: Fernitz                      | Im Pfarrhof befindet sich eine Figur des auferstandenen Christus von Veit Königer aus dem Jahre 1770 und zwei Altarblätter von 1730. Die Malereien an der nordseitigen Außenwand handeln von der Geschichte der Wallfahrtskirche und stammen von Franz Weiss aus dem Jahre 1976. An der Westseite zur Kirche hin die barocke Grabkapelle mit mehreren Grabinschriften aus dem 18. Jahrhundert. | BDA-Hist.: Q38120434 Status: § 2a Stand der BDA-Liste: 2025-06-30 Name: Pfarrhof und Grabkapelle GstNr.: .29, .30                                                                    |
| ja   | Datei hochladen | Ehem. Rüsthaus der Freiwilligen Feuerwehr Gnaning HERIS-ID: 92267 Objekt-ID: 107184                          | Gnaning Standort KG: Gnaning                            | | BDA-Hist.: Q37759339 Status: § 2a Stand der BDA-Liste: 2025-06-30 Name: Ehem. Rüsthaus der Freiwilligen Feuerwehr Gnaning GstNr.: .91                                                |
| ja   | Datei hochladen | Ortskapelle Mellach HERIS-ID: 96958 Objekt-ID: 112647                                                        | gegenüber Kapellenstraße 2 Standort KG: Mellach         | | BDA-Hist.: Q37769150 Status: § 2a Stand der BDA-Liste: 2025-06-30 Name: Ortskapelle Mellach GstNr.: .218                                                                             |
| ja   | Datei hochladen | Kath. Filialkirche hl. Jakob HERIS-ID: 51665 Objekt-ID: 57383                                                | Kirchweg 3, bei Standort KG: Mellach                    | Die Kirche wurde 1698 unter Verwendung älterer Teile erbaut, der erste Bau stammt aus der Zeit um 1200. Das Langhaus ist dreijochig mit kurzen Seitenarmen und einem gleich breiten Rechteckchor. Das Kreuzgratgewölbe erhebt sich über Doppelgurten mit Doppelpilastern. An der Südseite des Chores ist die kreuzgratgewölbte Sakristei mit darüberliegendem Oratorium angebaut. Als Reste des Vorgängerbaus sind zwei romanische Fenster und ein spätgotischer Kragensturzbogen zu sehen. der aufgesetzte Fassadenturm trägt einen Zwiebelhelm. Die Innenausstattung stammt größtenteils aus dem 18. Jahrhundert. An der Kirchenmauer ist ein römischer Inschriftenstein angebracht. | BDA-Hist.: Q1413341 Status: § 2a Stand der BDA-Liste: 2025-06-30 Name: Kath. Filialkirche hl. Jakob GstNr.: .34/1 Filialkirche hl. Jakob, Mellach                                    |
| ja   | Datei hochladen | Mesnerhaus (Außenerscheinung) HERIS-ID: 96954 Objekt-ID: 112642                                              | Kirchweg 3 Standort KG: Mellach                         | | BDA-Hist.: Q37769133 Status: § 2a Stand der BDA-Liste: 2025-06-30 Name: Mesnerhaus (Außenerscheinung) GstNr.: .35                                                                    |
| ja   | Datei hochladen | Friedhof und Friedhofskapelle HERIS-ID: 96953 Objekt-ID: 112641                                              | Kirchweg 5 Standort KG: Mellach                         | Um die Kirche befindet sich eine alte Friedhofsmauer, die kleine Kapelle stammt aus der Zeit um 1700. | BDA-Hist.: Q37769123 Status: § 2a Stand der BDA-Liste: 2025-06-30 Name: Friedhof und Friedhofskapelle GstNr.: .34/2, 311                                                             |
| ja   | Datei hochladen | Schloss Weissenegg HERIS-ID: 37304 Objekt-ID: 36404                                                          | Schlossweg 1 Standort KG: Mellach                       | Das Schloss liegt weit sichtbar auf einem Hügelrücken und hat – diesem angepasst – einen fünfeckigen Grundriss. Es geht auf einen Ansitz zurück, der im 14. Jahrhundert zu einem befestigten Wohnsitz ausgebaut und im Lauf des 16. Jahrhunderts nach und nach zu einem Schloss umgebaut wurde. Es ist um einen rechteckigen Innenhof gebaut. Die ältesten Teile befinden sich im Norden, der Kern des Nordwestturms geht auf das 13. Jahrhundert zurück. Die Hofarkaden mit Sgraffitodekoration stammen aus dem 16. Jahrhundert. An der östlichen und westlichen Seite wurden zwei quadratische Türme angebaut, die Zwiebelhaube des Nordwestturms wurde im 19. Jahrhundert durch einen Zinnenkranz ersetzt. Die Schlosskapelle stammt vom Ende des 17. Jahrhunderts und weist prächtige Stukkaturen auf. Ein Raum im zweiten Obergeschoß weist Wandmalereien exotischer Tier und Flusslandschaften aus dem Jahr 1784 auf. | BDA-Hist.: Q2244033 Status: Bescheid Stand der BDA-Liste: 2025-06-30 Name: Schloss Weissenegg GstNr.: 1615 Schloss Weissenegg                                                        |
| ja   | Datei hochladen | Gruftkapelle HERIS-ID: 96957 Objekt-ID: 112646                                                               | bei Johannisweg 3 Standort KG: Mellach                  | Diese neugotische Kapelle wurde 1889 errichtet. Sie ist Johannes dem Täufer geweiht. Unter der Kapelle befindet sich eine Gruft die für die Schlossherren von Weissenegg bestimmt war. Die Gruft ist jedoch leer. Die Kapelle wurde 1984 renoviert, sieht aber trotzdem etwas verwahrlost aus. | BDA-Hist.: Q60840830 Status: § 2a Stand der BDA-Liste: 2025-06-30 Name: Gruftkapelle GstNr.: 1593/2; 1593/3 Gruftkapelle Mellach                                                     |